# Tristan Rémy
Tristan Rémy (24. ledna 1897 Blérancourt – 23. listopadu 1977 Mériel) byl francouzský spisovatel.
Byl synem řezníka a pracoval na železnici, jeho vlastní jméno bylo Raymond Desprez. Mentorem jeho literárních začátků byl Henry Poulaille. Vstoupil do Asociace revolučních spisovatelů a umělců, která prosazovala socialistický realismus. Publikoval v deníku L'Humanité. V roce 1936 získal Prix Eugène-Dabit du roman populiste za knihu Faubourg Saint-Antoine.
Věnoval se také historii cirkusu a vydal knihu Klauniády. Byl odborným poradcem Federica Felliniho při práci na filmu Klauni.